# Nerići
Nerići (cyr. Нерићи) – wieś w Bośni i Hercegowinie, w Republice Serbskiej, w gminie Han Pijesak. W 2013 roku liczyła 16 mieszkańców.